# San Matías (Santa Cruz)
San Matías ist eine Kleinstadt im Departamento Santa Cruz im südamerikanischen Anden-Staat Bolivien.

## Lage im Nahraum
San Matías ist zentraler Ort des Kanton San Matías im Landkreis (bolivianisch: Municipio) San Matías und Verwaltungssitz der Provinz Ángel Sandoval. Die Stadt liegt auf einer Höhe von 120 m acht Kilometer westlich der bolivianischen Grenze zu Brasilien.

## Geographie
San Matías liegt am Ostrand des bolivianischen Tieflandes im Feuchtgebiet des südamerikanischen Pantanal und weist ein tropisches Klima mit ausgeglichenem Temperaturverlauf auf.
Die mittlere Durchschnittstemperatur der Region liegt bei 27 °C (siehe Klimadiagramm San Matías), die Monatsdurchschnittstemperaturen schwanken nur unwesentlich zwischen 24 °C im Juni/Juli und 29 °C im November/Dezember. Der Jahresniederschlag beträgt etwa 1250 mm, wobei die Monate Juni bis September mit Monatsniederschlägen von weniger als 50 mm arid sind, während die Monate Dezember bis Februar Werte von jeweils rund 200 mm aufweisen.

## Verkehrsnetz
San Matías liegt in einer Entfernung von 705 km nordöstlich von Santa Cruz, der Hauptstadt des Departamentos.
Von Santa Cruz aus führt die asphaltierte Fernstraße Ruta 4 über 57 Kilometer in nördlicher Richtung über Warnes nach Montero. Wenige Kilometer nördlich von Montero trifft sie auf die Ruta 10, die über eine Strecke von 648 Kilometern nach Osten führt und die Ortschaften San Ramón, San Javier und Santa Rosa de Roca als Asphaltstraße durchquert. Auf den restlichen 370 Kilometern über San Ignacio de Velasco und San Vicente de la Frontera bis nach San Matías ist die Straße unbefestigt, ebenso weiter in die brasilianische Stadt Cáceres, mit der auch eine Busverbindung besteht.

## Bevölkerung
Die Einwohnerzahl der Ortschaft ist in den vergangenen Jahrzehnten auf ein Mehrfaches angestiegen:
| Jahr | Einwohner | Quelle       |
| ---- | --------- | ------------ |
| 1969 | etwa 900  | Schätzung    |
| 1992 | 3 849     | Volkszählung |
| 2001 | 5 370     | Volkszählung |
| 2012 | 6 267     | Volkszählung |
| 2024 |           | Volkszählung |